# رالف ألفارادو
رالف ألفارادو (بالإنجليزية: Ralph Alvarado)‏ هو طبيب أمريكي، ولد في 30 أبريل 1970 في سان فرانسيسكو في الولايات المتحدة.

## وصلات خارجية
- الموقع الرسمي